# Фаридпур-Садар
Фаридпур-Садар (бенг. ফরিদপুর সদর, англ. Faridpur Sadar) — подокруг в центральной части Бангладеш в составе округа Фаридпур. Образован в 1896 году. Административный центр — город Фаридпур. Площадь подокруга — 396 км². По данным переписи 1991 года население подокруга составляло 335 386 человек. Плотность населения равнялась 824 чел. на 1 км². Уровень грамотности населения составлял 34,2 %. Религиозный состав: мусульмане — 87,63% %, индуисты — 12,07 %, прочие — 0,3 %.